# Maschinelle Lüftung
Bei der maschinellen oder auch mechanischen Lüftung wird die Lüftung durch eine Strömungsmaschine angetrieben.
In der Fachliteratur der Gebäudetechnik wird hierbei zwischen raumlufttechnischen Geräten und raumlufttechnischen Anlagen unterschieden. Als raumlufttechnische Geräte werden, in der Regel steckerfertig verfügbare, Raumwärmeaustauscher und Raumstoffaustauscher (z. B. Gebläse) definiert. Raumlufttechnische Anlagen hingegen umfassen alle Lüftungs-, Teilklima und Klimaanlagen einschließlich der raumlufttechnischen Geräte.
Die Kontrollierte Wohnraumlüftung ist eine mechanische Lüftung, die speziell an die Anforderung und (beschränkten) baulichen Einbaubedingungen von Wohnungen und Wohnhäusern angepasst ist.
Die Kontrollierte natürliche Lüftung wird zwar elektrisch gesteuert, gehört jedoch nicht zur maschinellen Lüfung im engeren Sinne, da kein Gebläse bzw. Ventilator verwendet werden.
Wichtige Kenngrößen für die Dimensionierung sind:
- Volumenstrom (Fördermenge) (m³/h)
- Luftwechselrate (Mindestluftwechsel)
- Luftgeschwindigkeit (m/s) in Abhängigkeit zur Schallemission
- Auslegung auf Medium und/oder explosionsfähige Atmosphäre

Insbesondere zum Fernhalten oder Abführen von Rauchgasen im Brandfall wird die Überdruckbelüftung eingesetzt.